# Министерство финансов Индии
Министерство финансов Индии является важным министерством в правительстве Индии, отвечающим за налогообложение, финансовое законодательство, финансовые институты, рынки капитала, государственные финансы и федеральный бюджет.
С 30 мая 2019 года министром финансов является Нирмала Ситхараман.

## История
Шанмукхам Четти был первым министром финансов независимой Индии. Он представил первый бюджет независимой Индии 26 ноября 1947 года.
С 2019 года должность министра финансов Индии занимает Нирмала Ситхараман.

## Организационная структура
- Департамент по экономическим вопросам
- Отдел расходов
- Департамент налогов и сборов
- Департамент финансовых услуг
- Департамент изъятия капиталовложений